# Москера, Кристиан
Кристиан Андрей Москера Ибаргуэн (исп. Cristhian Andrey Mosquera Ibargüen; родился 27 июня 2004, Аликанте) — испанский футболист, защитник английского клуба «Арсенал».

## Клубная карьера
Уроженец Аликанте (Валенсия), Кристиан выступал за молодёжную команду местного клуба «Эркулес». В 2016 году 12-летний Москера стал игроком футбольной академии «Валенсии»
16 января 2022 года дебютировал в основном составе «Валенсии» в матче Кубка Испании против «Леванте». Три дня спустя, 19 января, Москера дебютировал в испанской Примере, выйдя в стартом составе в матче против «Севильи». 9 февраля 2025 года забил дебютный гол в матче Ла Лиги против «Леганеса» (2:0).
24 июля 2025 года перешёл в лондонский «Арсенал».

## Карьера в сборной
Выступал за сборные Испании до 15, до 16 и до 18 лет.

## Статистика
| Выступление      | Выступление      | Выступление      | Лига | Лига | Кубки | Кубки | Международные | Международные | Прочие | Прочие | Итого | Итого |
| Клуб             | Лига             | Сезон            | Игры | Голы | Игры  | Голы  | Игры          | Голы          | Игры   | Голы   | Игры  | Голы  |
| ---------------- | ---------------- | ---------------- | ---- | ---- | ----- | ----- | ------------- | ------------- | ------ | ------ | ----- | ----- |
| Валенсия         | Примера          | 2021/22          | 6    | 0    | 1     | 0     | 0             | 0             | 0      | 0      | 7     | 0     |
| Валенсия         | Примера          | 2022/23          | 3    | 0    | 1     | 0     | 0             | 0             | 0      | 0      | 4     | 0     |
| Валенсия         | Примера          | 2023/24          | 36   | 0    | 2     | 0     | 0             | 0             | 0      | 0      | 38    | 0     |
| Валенсия         | Примера          | 2024/25          | 37   | 1    | 4     | 0     | 0             | 0             | 0      | 0      | 41    | 1     |
| Валенсия         | Итого            | Итого            | 82   | 1    | 8     | 0     | 0             | 0             | 0      | 0      | 90    | 1     |
| Всего за карьеру | Всего за карьеру | Всего за карьеру | 82   | 1    | 8     | 0     | 0             | 0             | 0      | 0      | 90    | 1     |

## Личная жизнь
Родился в семье колумбийцев, переехавших в Испанию.